# Турок Михайло
Михайло Турок (1984, Тустановичі, нині у складі Дрогобича — 9 лютого 1923, Лук'янівська в'язниця, Київ) — сотник Січових Стрільців Армії УНР, командир автопанцирного дивізіону Київських Січових Стрільців Армії УНР.

## Життєпис
Народився 1894 року в селі Тустановичі, повіт Дрогобич (тепер частина міста Борислав.  
У Першу світову війну вступив до легіону Українських січових стрільців. 
Згодом служив у Київській формації Січових стрільців армії УНР, командир автопанцирного дивізіону Київських у складі 5 броньовиків та 150 січовиків. 
Перебував у польському полоні. 
Член УВО. 10 червня 1921 року за завданням організації прибув до Києва, нав'язав контакт із сотником Іваном Андрухом.  
Заарештований 14 жовтня 1921 року в Броварах.

### Загибель
Загинув під час повстання в Лук'янівській в'язниці разом із 37 ув'язненими 9 лютого 1923 року. Тоді ж загинули Завгородній Ларіон Захарович, Юрій Дроботковський, Голик-Залізняк Мефодій Фокович, Гупало Денис Мусійович, Сергій Захаров, Здобудь-Воля Костянтин Якович, Гайовий-Грисюк Іван Андрійович.

### Особисте життя
У Броварах одружився з місцевою дівчиною Євфросинією (Франею). 1920 року в молодого подружжя народився син.